# Estação Parque Estrela
Parada Parque Estrela  é uma estação de trem do Rio de Janeiro, localizada no bairro homônimo na cidade de Magé, na Baixada Fluminense.
A estação foi operada pela Central até 29 maio de 2011, quando o Ramal de Guapimirim foi repassado para SuperVia. Após assumir o ramal, a estação teve de ser temporariamente desativada para reformas de acessibilidade da plataforma e só seria reaberta para embarque e desembarque de passageiros 1 ano e 4 meses depois.
O valor na obra da reforma assustou por ser tão alto considerado o estado da estação e o serviço realizado, que não apresentou de fato nenhuma mudança que justificasse o valor exorbitante de R$60 mil reais para sua realização.

## História do Ramal Guapimirim
A linha ligando Rosário (atual Saracuruna) a Visconde de Itaboraí, projetada desde 1890 pela Leopoldina, somente foi entregue em 1926 devido a inúmeros entraves burocráticos que foram aparecendo pelo caminho durante esses 36 anos. Na prática, foi essa linha que ligou as cidades do Rio de Janeiro e Niterói, contornando a Baía de Guanabara, passando por Magé e dando acesso também do Rio de Janeiro a Teresópolis e a linha do Litoral da Leopoldina. A linha cruzava a antiga ferrovia E.F. Mauá na estação do Entroncamento, hoje Bongaba, estação que também foi desativada em 2011.
A linha atualmente liga a cidade do Rio de Janeiro a Guapimirim. Os trechos entre Saracuruna e Visconde de Itaboraí foi desativado.

## História da Estação
Inaugurada em 18 de Abril de 1960, a Parada Meia-Noite recebeu esse nome graças à última composição do dia que partia da estação de Saracuruna e chegava na parada à meia-noite. Ao longo dos anos e com a variação de horários, a parada recebeu também o nome de Parada Estrela, menção ao nome do bairro Parque Estrela. Por final, após assumir a concessão do Ramal Guapimirim, a SuperVia manteve o nome da estação relacionado ao bairro de sua localização: Parque Estrela.